# Wolfgang Riedel (Physiker)
Wolfgang Riedel ist ein deutscher Physiker.

## Karriere
Riedel entwickelte zusammen mit Franz Kraus und Johannes Steurer den Arrilaser, mit dem digitale Filme auf Rollfilm entwickelt werden können. Dafür erhielten sie 2002 den Technik-Oscar für Wissenschaft und Entwicklung der Academy of Motion Picture Arts and Sciences. Bei der Verleihung am 11. Februar 2012 folgte die höchste Form des Technik-Oscar in Form des Academy Award of Merit.